# アルジェトラム
アルジェトラム（アラビア語: ترامواي الجزائر العاصمة、英語: Algiers tramway、フランス語: Tramway d'Alger）は、アルジェリアの首都・アルジェ市内を走る路面電車（ライトレール）。同国初の近代的な路面電車として2011年から営業運転を開始した。

## 歴史
アルジェリアの首都であり、人口約350万人を抱える同国最大の都市であるアルジェには、かつてフランス領アルジェリア時代の1892年に開通した路面電車や、1934年に開通したトロリーバスが存在した。3車体連接車や連節バスなど先進的な車両の導入も実施されたが、モータリーゼーションの進展により路面電車は1962年、トロリーバスは1969年に廃止された。
その後、1980年代のアルジェリアではアルジェを始めとした地中海沿いの都市を中心とした道路の慢性的な混雑が問題となり、これらを解消するための軌道交通に関するプロジェクトを実行する国営企業のEMA（Entreprise Metro d’Alger）がアルジェリア運輸省によって1984年に立ち上げられた。財政面などの諸事情から以降数十年に渡って進展は見られなかったが、フランスのアルストム（車両製造）やイタリア・アルジェリアの企業によるコンソーシアム「Mediterail」（施設の建設）とEMAとの間にアルジェ市内の新たな路面電車建設に関する契約が2006年に結ばれた事で本格的な工事が始まった。そして2011年5月8日、アルジェリア初の近代的な路面電車となる、ボルジ・エル・キッファン地区（Bordj el Kiffan）とゼルフーニ・モフタール（Zerhouni Mokhtar）を結ぶ全長7.2 kmの区間が開通した。その後は翌2012年にはゼルフーニ・モフタールからアルジェ地下鉄やロープウェイとの接続駅であるレ・フュズィエー（Les Fusillés）を経由しリュイソー（Ruisseau）へ向かう全長9.1 kmの区間が、2014年にはボルジ・エル・キッファン地区からカフェ・シェルグイ（Café Chergui）方面、翌2015年にはカフェ・シェルグイからデルガナ・サントル（Dergana Centre）への延伸が実施された。
運営者については、当初フランスの公共交通運営企業であるケオリスが2009年に任命されていたが、契約上の問題で2010年に撤退したため、アルジェリアの公共交通運営組織であるETUSA（Entreprise de transport urbain et suburbain d'Alger）、フランスの公共交通運営企業のRATPデヴ、そしてEMAの3社による共同出資によって2012年5月にSETRAM（Société d’Exploitation des Tramways）が設立され、以降は同社がアルジェ・トラムの運用を行っている。
アルジェ・トラムの利用客は開業以降増加の一途を辿っており、2015年の年間利用客数が約1,960万人であったのに対し、3年後の2018年には約2,450万人と大幅に増えている。

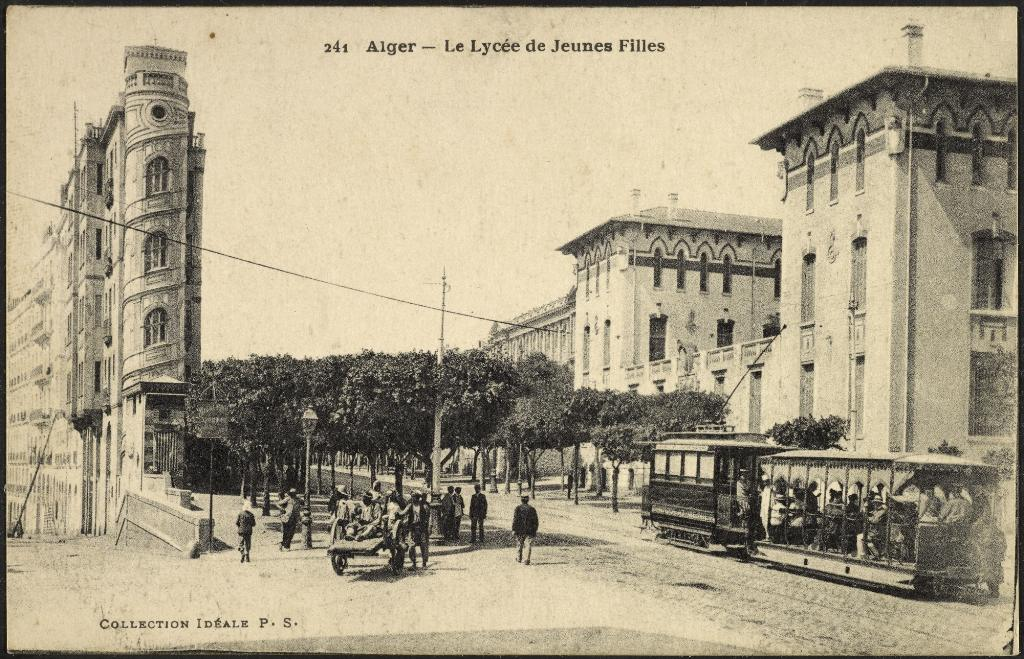
かつて存在した路面電車（1926年撮影）
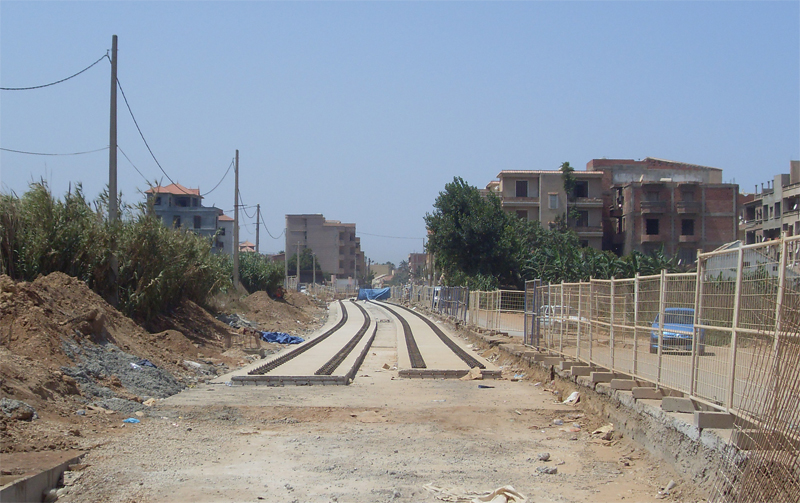
建設中のアルジェトラム（2008年撮影）
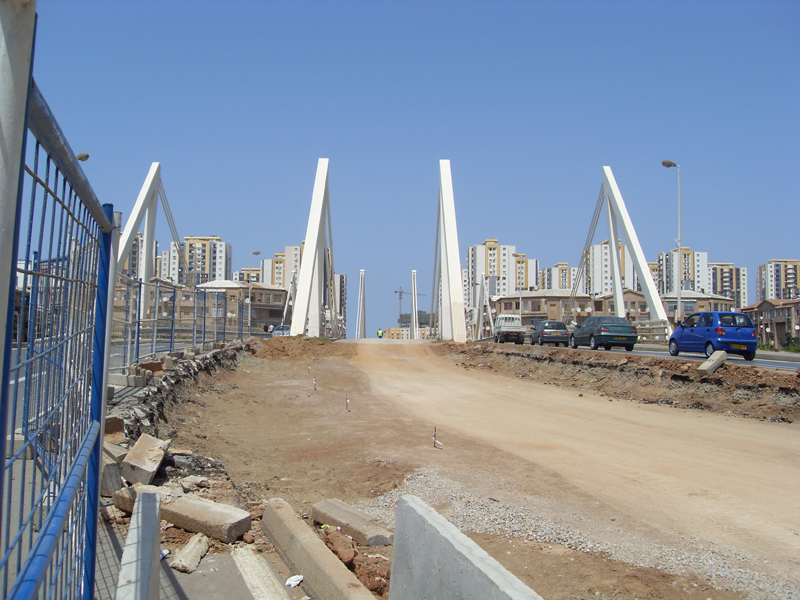
ワディ・エル・ハラッハ川（英語版）を跨ぐ橋梁の建設光景（2008年撮影）

## 運用
2019年現在、アルジェ・トラムはリュイソー（Ruisseau）とデルガナ・サントル（Dergana Centre）を結ぶ全長23.2 km、38の停留所を有する路線を持つ。最短運転間隔は日曜日から木曜日のラッシュ時の4分で、全区間の所要時間は72分となっており、交差点では電車優先信号により定時制が確保されている。通常の運行時間は午前5時30分から翌日の0時30分だが、ラマダーンの期間中は午前7時から翌日の2時30分に拡大され、日没後には列車が各地の停留所で数十分停車し、乗客に食事が提供される。車庫はボルジ・エル・キッファン地区のミモウニ・ハモッド（Mimouni Hamoud）電停付近に存在する。
運賃は1回の乗車につき片道40ディナールで、24時間利用可能な200ディナールの乗車券、30日間利用可能な1,500ディナールの定期券も発行されている。

## 車両

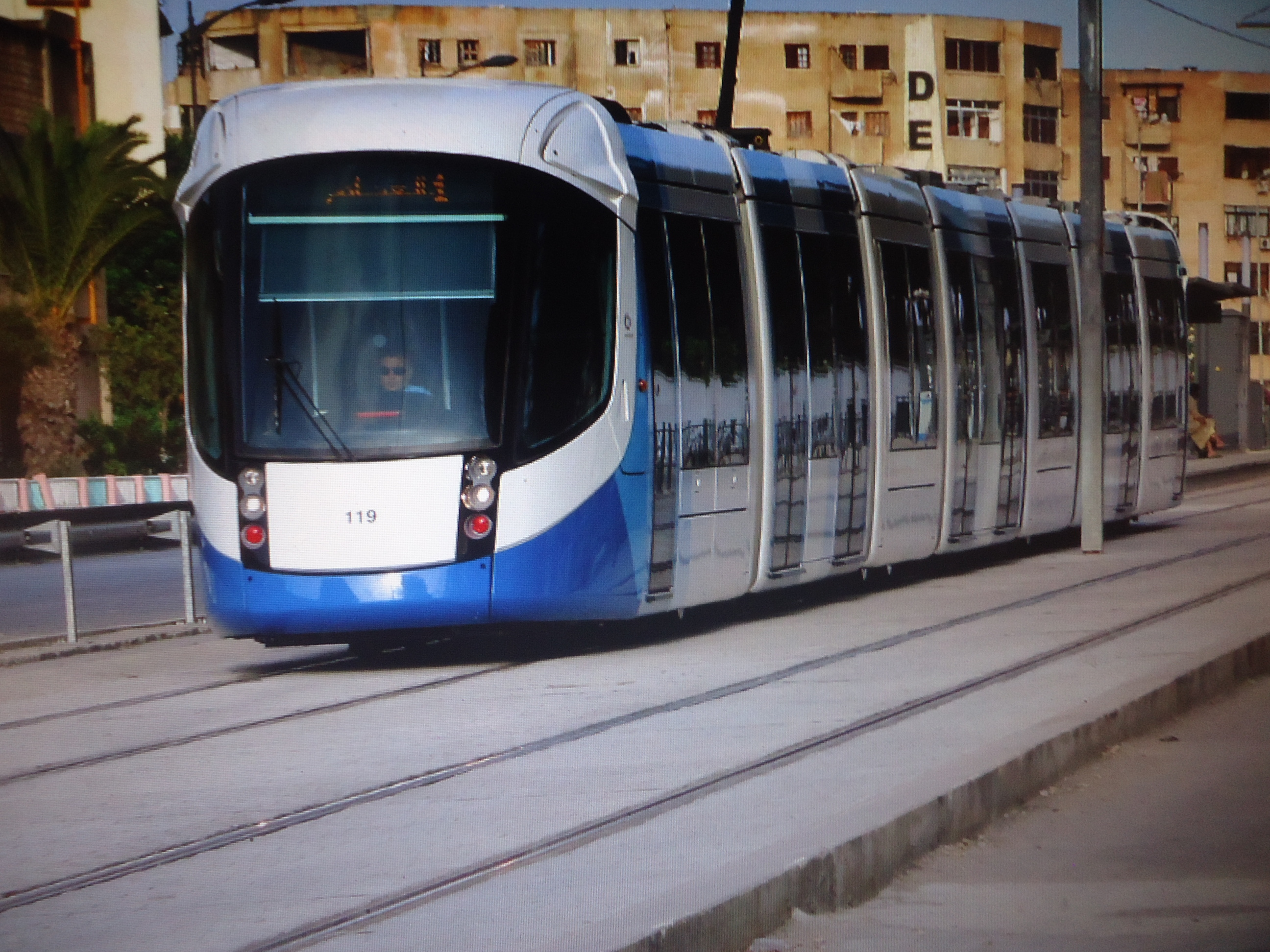
シタディス402（2013年撮影）

アルジェ・トラムの開通に際して導入されたのは、アルストムが展開する超低床電車のシタディス402である。両運転台式の7車体連節車で冷房が完備されており、2020年現在41両が使用されている。また、導入に際してアルストムはこれらの車両の10年間のメンテナンス契約も同時に結んでいる。主要諸元は以下の通りである。

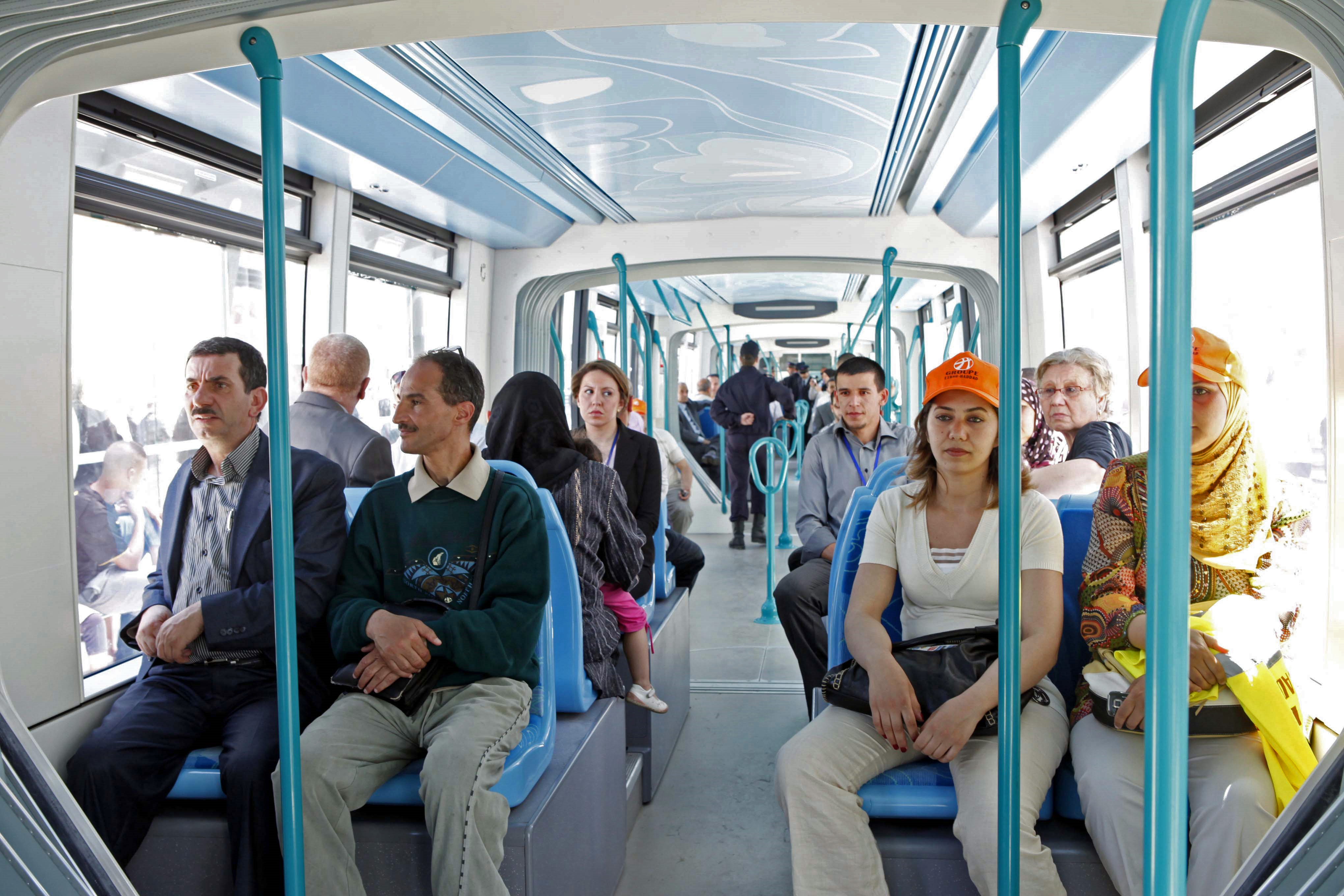
開業直後の車内（2011年5月10日撮影）

| 主要諸元 | 主要諸元 | 主要諸元    | 主要諸元 | 主要諸元 | 主要諸元 | 主要諸元 | 主要諸元 | 主要諸元 | 主要諸元 | 主要諸元                                     |
| 両数     | 車両番号 | 編成        | 運転台   | 全長     | 全幅     | 着席定員 | 定員     | 低床率   | 軌間     | 備考・参考                                   |
| -------- | -------- | ----------- | -------- | -------- | -------- | -------- | -------- | -------- | -------- | -------------------------------------------- |
| 41両     | 101-141  | 7車体連接車 | 両運転台 | 43,910mm | 2,650mm  | 78人     | 414人    | 100%     | 1,435mm  | [ 1 ] [ 3 ] [ 6 ] [ 7 ] [ 12 ] [ 13 ] [ 14 ] |

## 今後の予定
2019年11月、アルジェ県のワリ（県知事）であるアブデルカレク・サヨダ（Abdelkhalek Sayouda）は、財政的な問題によりアルジェリア政府によって凍結されていた延伸プロジェクトの建設許可が下り次第、アルジェ地下鉄や高速道路網に加え、アルジェ・トラムのデルガナ地区からアイン・タヤ地区（Ain Taya）への延伸を実施する事を発表している。また、これとは別にアルジェ・トラムを運営するSETRAMは現有車両の大規模な検査を計画しており、それに伴う車両不足を補うため新たに6両の車両を導入する計画を立てている。